# Helmar Nauck
Helmar Nauck (Thale, RDA, 10 de julio de 1956) es un deportista de la RDA que compitió en vela en las clases 470 y Soling.
Ganó tres medallas en el Campeonato Mundial de Soling entre los años 1984 y 1990, y una medalla de bronce en el Campeonato Europeo de Soling de 1983. Anteriormente había ganado una medalla de plata en el Campeonato Europeo de 470 de 1977.

## Palmarés internacional
| Campeonato Europeo | Campeonato Europeo | Campeonato Europeo | Campeonato Europeo |
| Año                | Lugar              | Medalla            | Clase              |
| ------------------ | ------------------ | ------------------ | ------------------ |
| 1977               | Rust (Austria)     | Medalla de plata   | 470                |

| Campeonato Mundial | Campeonato Mundial       | Campeonato Mundial | Campeonato Mundial |
| Año                | Lugar                    | Medalla            | Clase              |
| ------------------ | ------------------------ | ------------------ | ------------------ |
| 1984               | Torbole (Italia)         | Medalla de bronce  | Soling             |
| 1987               | Kiel (RFA)               | Medalla de oro     | Soling             |
| 1990               | Medemblik (Países Bajos) | Medalla de bronce  | Soling             |
| Campeonato Europeo |                          |                    |                    |
| Año                | Lugar                    | Medalla            | Clase              |
| 1983               | Medemblik (Países Bajos) | Medalla de bronce  | Soling             |